# Aragats
L'Aragats (en armeni Արագած), també anomenat Mont Aragats (armeni: Արագած լեռ), és un volcà extint d'Armènia, el punt més alt del país, amb 4.090 metres.